# Målarfärg
Målningsmaterialet färg består av bindemedel, pigment och lösningsmedel samt - speciellt i moderna färger - olika tillsatsmedel. För att skilja materialet färg från färg i betydelsen kulör används benämningarna målningsfärg eller målarfärg.
Färgens uppgift är oftast att efter torkning (härdning) skydda, bevara och försköna. Eller i omvänd ordning vad gäller ytbehandling av utvändiga träkonstruktioner; då är den dekorativa funktionen viktigast.

## Färgens innehåll

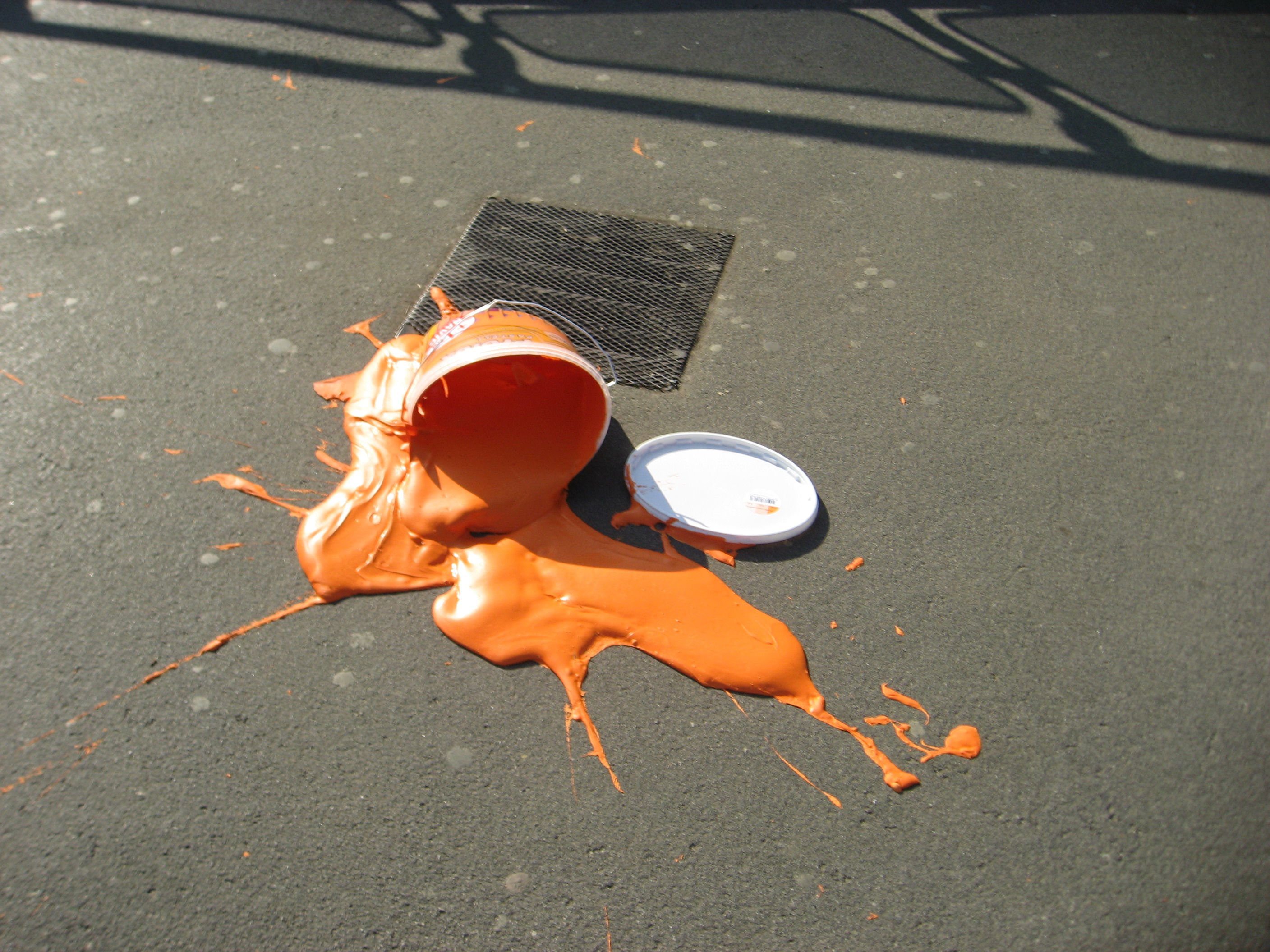

Allmänt sett består färg av fyra delar: bindemedel, lösningsmedel, pigment och tillsatser.
Den enda absolut nödvändiga delen är bindemedlet. Det är den del som stelnar och formar den torkade filmen. Typiska bindemedel inkluderar naturliga och syntetiska hartser som akrylharts, polyuretaner, polyestrar, melaminer, olja eller gummi. Färg benämns ofta efter vilket bindemedel som använts, såsom oljefärg, akrylfärg med mera.
Lösningsmedlet har till uppgift att reglera viskositeten på färgen och är inte någon del av det slutliga färgskiktet. Typiska lösningsmedel inkluderar organiska lösningsmedel som alkoholer, ketoner, estrar, glykolestrar och liknande. Vatten är ett vanligt lösningsmedel. Ibland används också lättflyktiga låg-molekylära syntetiska hartser som lösningsmedel. Vilket lösningsmedel som används i en given färg anges ofta genom att ange att färgen är buren av lösningsmedlet, till exempel vattenburen oljefärg.
Pigmentets uppgift är att ge färgmaterialet dess kulör och ibland att genom sin täckande förmåga skydda underlaget från ljus. Det bidrar dessutom till konsistensen.
Typiska tillsatser inkluderar katalysatorer, förtjockningsmedel, stabiliseringsmedel, dispergeringsmedel, texturmaterial, vidhäftningsmedel, konserveringsmedel och liknande.

## Målning

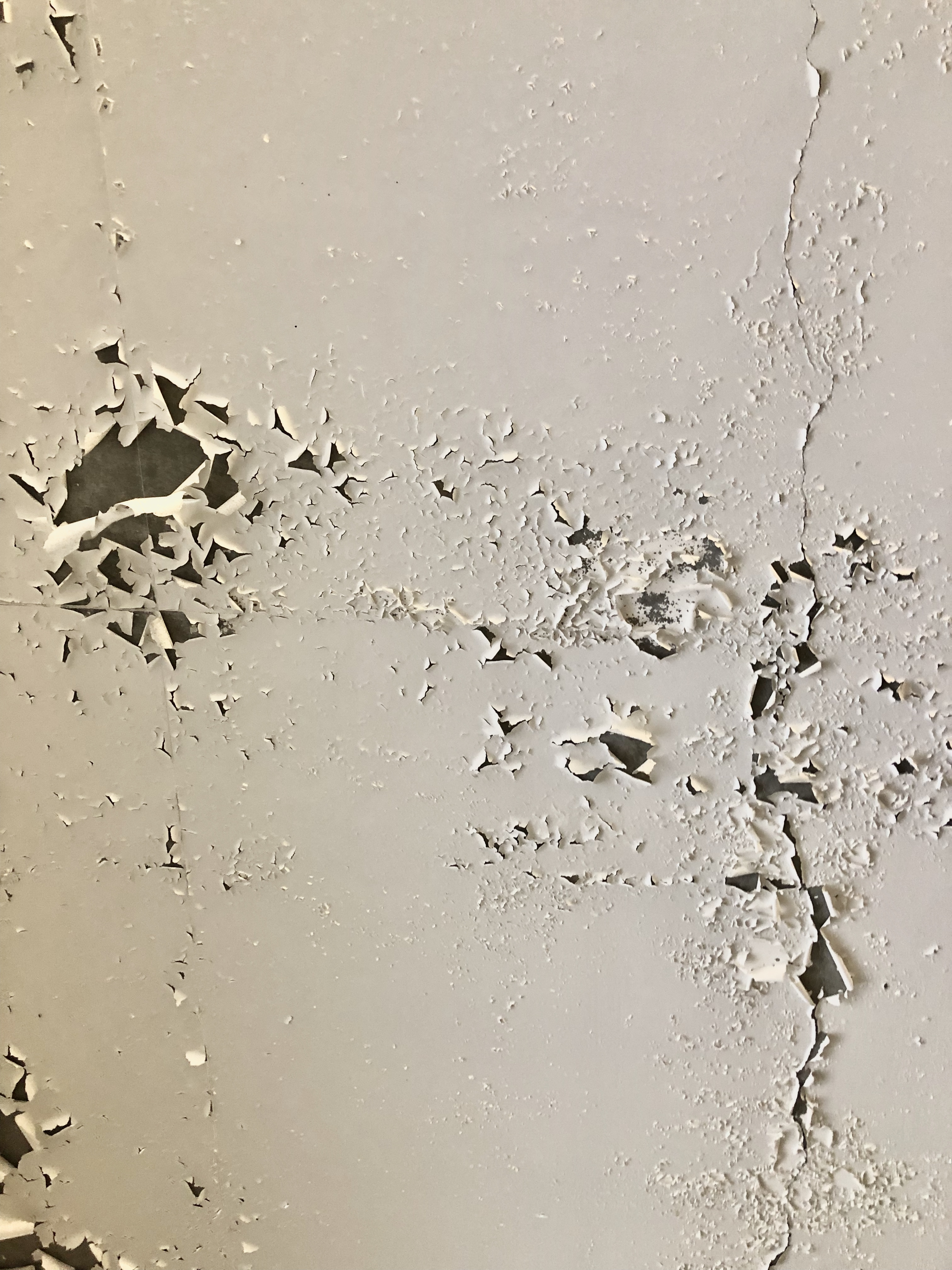
Flagnande färg på ett tak

Efter att färgen har applicerats på underlaget, torkar färgen och blir klibbfri. Beroende på typ av bindemedel, kan detta vara resultat av en polymerisation, avdunstning och även avkylning.
I oljebaserad färg sker en härdning i form av oxidation av en torkande olja, till exempel linolja. Andra härdande färger är så kallade latexfärger, en typ av dispersionsfärg där bindemedlet är en polymerharts dispergerad i en vätska, ofta vatten, och vars polymerer binds ihop efterhand som vätskan avdunstar. Ytterligare exempel är tvåkomponentfärger som härdar genom kemisk reaktion mellan komponenter som man blandar ihop just före användningen; finns bland annat med epoxi- eller polyuretanbindemedel. Dessa färger som ger ett härdat färgskikt kan vara antingen lösningsmedels- eller vattenbaserade.
Ytterligare andra färgskikt stelnar genom att bindemedlet avkyls, såsom enkaustikfärger, vaxfärger, som är vätskor när de är varma och hårdnar när de svalnar.
Vid målning används ofta först en grundfärg (så kallad primer) som ger god vidhäftning och täcker porerna i materialet; därefter kan det slutliga färgskiktet (ibland i flera lager) påföras. Grundfärg är normalt billigare än ytskiktsfärgen och kan i princip ha vilken kulör som helst. Lämpligt är dock att den inte alltför mycket avviker från önskad slutkulör. Beroende på färgtyp och underlag, kan grundmålningen i vissa fall även göras med förtunnad slutfärg.
När det gäller målning på metall kan färgen innehålla rostskyddande medel, särskilt anpassat till metallens art. Andra speciella tillsatser kan vara fungicider, bakteriocider, fuktskydd och ljusskydd.